# Кортелев, Анатолий Григорьевич
Анатолий Григорьевич Кортелев (род. 8 ноября 1944, Сталинск) — передовик советской цветной металлургии, электролизник Новокузнецкого алюминиевого завода Министерства металлургии СССР, Кемеровская область, полный кавалер Ордена Трудовой Славы (1990).

## Биография
Родился 8 ноября 1944 года в городе Сталинск, ныне Новокузнецк. Окончил обучение в средней школе в Новокузнецке. В 1963 году был принят на Новокузнецкий алюминиевый завод слесарем промышленного оборудования. С 1963 по 1967 годы проходил службу в Советской Армии.
После демобилизации из Вооруженных Сил в 1967 году вернулся на Новокузнецкий алюминиевый завод и стал трудиться электролизником. В 1972 году был назначен звеньевым.
Указом Президиума Верховного Совета СССР от 4 апреля 1976 года был награждён орденом Трудовой Славы III степени.
Указом Президиума Верховного Совета СССР от 13 декабря 1982 года был награждён орденом Трудовой Славы II степени.
Указом Президиума Верховного Совета СССР от 2 августа 1990 года за достижение высоких производственных показателей, освоение новых видов продукции на основе внедрения новых видов технологий был награждён орденом Трудовой Славы I степени. Стал полным кавалером Ордена Трудовой Славы.
В 1994 году вышел на пенсию, но продолжил трудиться на родном предприятии электролизником. С 2003 года на заслуженном отдыхе.
Проживает в Новокузнецке Кемеровской области.

## Награды и звания
- Орден Трудовой Славы — I степени (02.08.1990);
- Орден Трудовой Славы — II степени (13.12.1982);
- Орден Трудовой Славы — III степени (04.04.1976).
- Медаль «За особый вклад в развитие Кузбасса» 2-й степени (08.01.2003).